# قطعنامه ۳۹۳ شورای امنیت
قطعنامه ۳۹۳ شورای امنیت سازمان ملل متحد که در تاریخ ۳۰ جولای ۱۹۷۶ تصویب شد، سندی بین‌المللی دربارهٔ آفریقای جنوبی-زامبیا است. این قطعنامه طی نشست ۱٬۹۴۸ام با ۱۴ موافق، ۰ مخالف و ۱ ممتنع تصویب شد.